# Museo Guggenheim Guadalajara
El Museo Guggenheim Guadalajara habría sido el sexto Museo Guggenheim en el mundo, con sede en la ciudad mexicana de Guadalajara, con ubicación en el parque mirador Independencia, la barranca de Huentitán, en la Zona Metropolitana de Guadalajara.
El 26 de octubre de 2009, el director de Estrategia Global de la Fundación Solomon R. Guggenheim de Nueva York, Juan Ignacio Vidarte, informó que esa organización había cancelado por completo el proyecto en Guadalajara.

## Detalles Importantes
- La Fundación Solomon R. Guggenheim y el gobierno del estado de Jalisco llevaron a cabo el estudio de factibilidad en agosto de 2005 y su construcción total fue inicialmente planeada para finales de 2008.

- Los materiales que se habrían usado en la construcción de la Torre serían: hormigón reforzado, acero y vidrio en la mayor parte de la estructura del edificio.

- El ingeniero de la estructura de la torre es: Guy Nordenson & Associates.

- La torre habría sido la segunda más alta de Guadalajara después de la Torre Torrena.

- El edificio era considerado inteligente debido al sistema de luz llamado B3 al igual que Torre Aura Altitude.

- El edificio habría estado capacitado para soportar un terremoto de 8.0 en la escala de Richter.

- La cimentación de la torre hubiese comenzado a finales del año 2008.

## Diseño arquitectónico
Tras un concurso en el que compitieron despachos de renombre internacional, en junio de 2005 el director de la Solomon R. Guggenheim Foundation, Thomas Krens anunció públicamente que TEN Arquitectos estaría a cargo del diseño del Guggenheim Museum Guadalajara, tras presentar un proyecto que se convertía en un punto de encuentro para los habitantes de Guadalajara y de otras partes del mundo. A través de los espacios creados, se daba paso a colocar a la ciudad como un referente cultural a nivel internacional.
Con un programa arquitectónico basado en investigaciones de distintos tipos de espacios curatoriales, se optó por una organización a través de seis elementos principales: una torre, una galería subterránea, el puente, la excavación, la plataforma y la barranca misma. Estos escenarios crean una experiencia no-lineal y única dentro de las tipologías existentes en proyectos museísticos.
En esencia, el proyecto puede concebirse como una pila de espacios museográficos envuelta en cristal, cuyos múltiples recorridos permiten, inclusive, dejar de lado el sistema de trayectorias y utilizar los elevadores o la circulación vertical exterior como una plataforma de observación desde la cual contemplar el entorno del proyecto. 
Otros espacios como la galería subterránea que puede funcionar como un espacio de reunión de gran tamaño o como sala de exhibición para colecciones secundarias separadas de las demás colecciones dentro del museo; el puente que incorpora gran parte del programa educativo del museo y actúa como un filtro entre el parque público, el límite de la barranca y la torre misma; o la plataforma que extiende la Avenida Independencia hacia la barranca y permite que la ciudad se funda con su límite natural.